# 拉庆中央车站
1°29′44.7″N 103°44′33.7″E / 1.495750°N 103.742694°E
拉庆中央车站（之前称作拉庆巴士与德士总站）是一个位于马来西亚柔佛新山的巴士车站。它有许多往返马来半岛、新加坡和泰国合艾的直达巴士服务。此车站呈T字形，共有3层楼及约50个巴士停车处。

## 历史

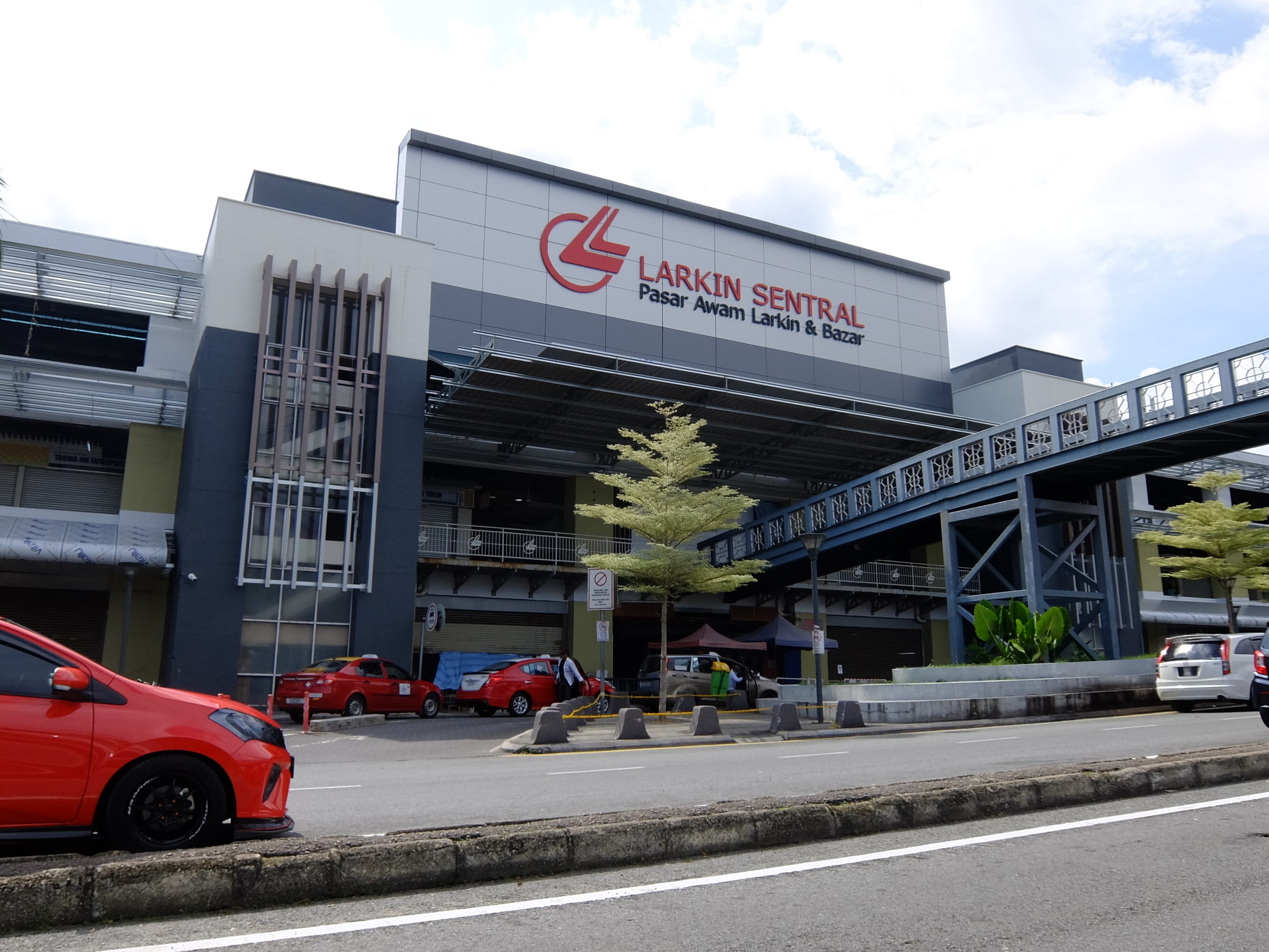
拉庆车站的附属市集

- 2014年11月1日：Kotaraya 2总站被关闭，新捷运的160、170x（蓝牌）和SMRT的950的巴士路线将改为在新山中央车站（沿敦阿都拉萨路）与新加坡之间的环形线。
- 2015年3月1日：新捷运的160、170x（蓝牌）和SMRT的950的巴士路线将改为前往新山中央巴士总站（位于佘任桂街，Jalan Jim Quee）并跳过敦阿都拉萨路的巴士站。
- 2015年3月3日：拉庆中央车站获得了1000万令吉以提升该车站的设备，并将在2016年完工。[1]

## 前往新加坡的跨境巴士服务

### 至奎因街巴士终站
- 新捷运的170（红牌）
- Causeway Link的CW2[2]
- 新柔快车（SJE）[3]

### 至克兰芝地铁站
- Causeway Link的CW1[2]

### 至裕廊东巴士转换站
- Causeway Link的CW3（使用马新第二通道）[2]

## 查看
- 马来西亚交通